# 小行星1817
小行星1817（1817 Katanga）是一颗围绕太阳公转的小行星。1939年6月20日，西里爾·傑克遜在约翰内斯堡发现了此天体。
該小行星以剛果民主共和國卡坦加省命名。
这颗小行星的绝对星等为140.28082等。